# Kacper i przyjaciele
Kacper i przyjaciele (ang. Casper the Friendly Ghost, Casper and Friends, The Harveytoons Show) (1952-1957) – serial animowany wyprodukowany przez wytwórnię Harveytoon. Postać została stworzona w latach 40. przez Seymoura Reita i Joego Oriola.

## Fabuła
Serial opowiada o Kacperku, przyjaznym duszku, który wśród wszystkich ludzi chce zdobyć przyjaciół. Najczęściej boją się go dorośli, nawet zwierzęta, a dzieci stają się jego przyjaciółmi. Oprócz sympatycznego duszka są jeszcze inne postacie takie jak: mysz Herman, kot Makary, wrona Buzzy, Wendy, mała dobra czarownica, Spooky, mały duszek, Richie Rich, mały Huey, mała Audrey, Żółw Tommy, Zając Moe i inne.

## Wersja polska
Serial był emitowany w TVP1 w 1992 w Wieczorynce oraz na TVP2 (premiera: 5 stycznia 1994 roku) pod tytułem Kacper i jego przyjaciele i w telewizji Puls jako Kacper i przyjaciele (w wersji lektorskiej). Rolę lektora pełnił Janusz Szydłowski. Kacper był również emitowany na nieistniejącym już RTL 7 z lektorem czytanym przez Andrzeja Ferenca oraz co dosyć istotne Kacper i przyjaciele był pierwszym serialem wyemitowanym przez tę stację w dzień jej pierwszego nadawania na antenie. Od 22 kwietnia 2013 roku serial był emitowany w TV Puls 2, a od 1 czerwca 2014 roku nadawany jest w ATM Rozrywka. Od 23 lipca 2015 serial jest emitowany na kanale TV4 z innym lektorem, czytanym przez Piotra Borowca i od 30 października 2016 do 14 maja 2017 roku na kanale TV6. Ponownie był emitowany w TV6 od 12 maja do 7 października 2018 roku.

### Wersja VHS
Serial został wydany na VHS z angielskim dubbingiem i polskim lektorem. 
- Dystrybucja: ITI Home Video
- Czytał: Andrzej Matul

### Wersja TVP1
Czytał: Janusz Szydłowski
Kasety VHS:
- Kacper i przyjaciele cz. 1. Zawiera odcinki: Kacper cyrkowiec; Ryczący lew; Pojedynek z kotem; Duch na froncie; Kacper i szczeniak; Od dziesiątki do dziesiątki; Piejący dinozaur; Kacper w Afryce; Duch na dnie morza; W imieniu prawa; Krótka parada; Zagubiony duszek[1].
- Kacper i przyjaciele cz. 2. Zawiera odcinki: Odważny skunksik; Dobry gremlin Goodie; Mały kosmita; W sierocińcu; Duch wielkiego miasta; Mike przebieraniec; Końskie gadanie; Czerwony Robin Hood; Duch w klatce; Szef ma zawsze rację; Tele-maniak; Strachliwy rycerz[1].
- Kacper i przyjaciele cz. 3. Zawiera odcinki: Obrotnia świnek; Obrotnie kumple; Oddaj moją zabawkę!; Przy budowie tamy; Pechowy sprzęt; Magiczna moc; Spełnione życzenia; Mały Marsjanin; Spadające gwiazdy; Poszukiwacz spadkobiercy[1].
- Kacper i przyjaciele cz. 4. Zawiera odcinki: Bohater zero; Pechowe zamiany; Mistrz swatany; Kuzyn z miasta; Koci opiekun; Kowale w operze; Koledzy po piórze; Godzina czarów; Prima aprilis; Mały prezydent; Psia kość; Profesorski kłopot[1].
- Kacper i przyjaciele cz. 5. Zawiera odcinki: Sama radość; Dobry i winny; Wesołe podróże; Twórcy filmów o duchach; A kuku!; Detektyw doskonały; Ach, ten pies!; Znudzony miliarder; Bałwanek; Zawzięte ptaszysko; Usłużny Gus; Superduch[2].

## Postacie
- Kacper - przyjazny duszek (ang. Casper the Friendly Ghost) – główny bohater kreskówki, uwielbiany przez wszystkie dzieci w każdym wieku, a najbardziej boją się go dorośli, a nawet zwierzęta. Ma trzech braci – Fatsa, Stinkiego i Stretcha, którzy nie bardzo cenią jego charakter. Gdy pojawia się duszek, ludzie wiwatują: „Kacper, przyjazny duch”.
- Fatso, Stinkie i Stretch (ang. The Ghostly Trio) – wujkowie małego Kacperka. Czasami uwielbiają go denerwować.
- Herman (ang. Herman the Mouse) – brązowy gryzoń, ubrany w zielone spodnie i czerwony krawat. Musi się zmagać ze złym Makarym, ma także przyjaciół – szare myszki, które pomagają w walce z wrogiem. Herman wygląda podobnie do Jerry’ego z kreskówki „Tom i Jerry”.
- Makary (ang. Katnip the Cat) – brązowo-żółty kot, jest największym rywalem Hermana i próbuje za wszelką cenę złapać i pożreć go, co nie zawsze mu się udaje. Makary wygląda podobnie do Toma z kreskówki „Tom i Jerry”.
- Buzzy (ang. Buzzy the Crow) – wrona, z kapelusikiem na głowie. Występuje w kilku epizodach z Makarym. Brzmi jak stereotypowy włosko-amerykański gangster.
- Mały Hyzio (ang. Baby Huey) – duże, żółte kaczątko ubrane w niebieską koszulę i białą pieluchę, nosi też czepek. Mieszka razem z rodzicami. Wykazuje się niesamowitym brakiem inteligencji, jednakże często udaje mu się przechytrzyć Lisa. Słynie z nieśmiertelności (Lis niejednokrotnie zniszczył na nim obiekty jak kowadło czy siekiera, przeżył również kilkakrotnie eksplozje).
- Wendy, mała dobra czarownica (ang. Wendy the Good Little Witch) – to blondwłosa dziewczynka w czerwonym stroju.
- Mały Diabełek (ang. Hot Stuff the Little Devil) – jest to diabełek-dziecko w całym czerwonym ciele.
- Spooky (ang. Spooky the Tuff Little Ghost) – duch w kapeluszu, uwielbia płatać innym psikusy z wyjątkiem Kacpra, który ma z nim do czynienia. Mówi brooklyńskim akcentem.
- Richie Rich – jego pełne imię brzmi Richard Milioner. Chłopak, który przeżywa fantastyczne przygody i chce być bogaty jak inni.
- Mała Audrey (ang. Little Audrey) – dziewczynka ubrana w niebieską (czerwoną w przerywniku) spódniczkę do kolan i wstążki na głowie. Często wpada w kłopoty z policją bądź jest bohaterką swoich marzeń.
- Żółw Tommy (ang. Tommy Tortoise) – żółw, ma na sobie zielony kolor, a skorupę jasnozieloną, rywal Zająca Moego.
- Zając Moe (ang. Moe Hare) – zając, ma na sobie całe beżowe futerko, rywal Żółwia Tommy’ego. Przypomina nieco Królika Bugsa.

## Odcinki
- Serial składa się z 6 serii.
- Serial liczy 78 odcinków; po cztery epizody każdy.
- Serial był emitowany w TVP1 w Wieczorynce, TVP2 i w telewizjach Puls i Puls 2 oraz na RTL7, w TV4 i TV6.

### Spis odcinków
| N/o            | Polski tytuł Polski tytuł (TV4)                       | Bohater                   | Angielski tytuł                |
| -------------- | ----------------------------------------------------- | ------------------------- | ------------------------------ |
|                |                                                       |                           |                                |
| SERIA PIERWSZA |                                                       |                           |                                |
|                |                                                       |                           |                                |
| 01             | Boo Moon Księżycowy ludek                             | Kacper, przyjazny duch    | Boo Moon                       |
| 01             | Jeżdzące mydło Wirujące talerze                       | Mała Audrey               | Dizzy Dishes                   |
| 01             | Wydałem, za godzinę Nie z tego świata                 | Modern Madcaps            | Out of This Whirl              |
| 01             | Interwencja                                           | Modern Madcaps            | Invention Convection           |
|                |                                                       |                           |                                |
| 02             | Mysz w trapezie Mysi trapez                           | Herman i Makary           | Mouse Trapeze                  |
| 02             | Kacper cyrkowiec Kacper klaunem                       | Kacper, przyjazny duch    | Casper Comes to Clown          |
| 02             | Klaun Jolly Słoń i klaun                              | Modern Madcaps            | Jolly the Clown                |
| 02             | Klaun na farmie                                       | Mały Huey                 | Clown on the Farm              |
|                |                                                       |                           |                                |
| 03             | Kolega skaut Skauci                                   | Mały Huey                 | Scout Wellow                   |
| 03             | Kacper skautem Straszny skaut                         | Kacper, przyjazny duch    | Boo Scout                      |
| 03             | Niedobrze o kłopocie Kto szuka guza?                  | Modern Madcaps            | Scounting for Trouble          |
| 03             | Myszy kolejowe                                        | Herman i Makary           | Northwest Mousie               |
|                |                                                       |                           |                                |
| 04             | Meksykańskie sztuczki Tamale z kota                   | Herman i Makary           | Cat Tamale                     |
| 04             | Postrach corridy                                      | Kacper, przyjazny duch    | Bull Fright                    |
| 04             | Pedro i Lorenzo                                       | Noveltoon                 | Pedro and Lorenzo              |
| 04             | Czas Fiesty                                           | Famous Studios            | Fiesta Time                    |
|                |                                                       |                           |                                |
| 05             | Imię rymów za wiersza Dawno temu po rymach            | Kacper, przyjazny duch    | Once Upon a Rhyme              |
| 05             | Czerwony Kapturek Audrey kapturkiem                   | Mała Audrey               | Little Audrey Riding Hood      |
| 05             | Pułapka na pragnienie Dante marzyciel                 | Modern Madcaps            | Dante Dreamer                  |
| 05             | Zając za zgrywek                                      | Tommy Tortoise i Moe Hare | Winner by a Hare               |
|                |                                                       |                           |                                |
| 06             | Maestro Herman                                        | Herman i Makary           | Mousetro Herman                |
| 06             | Niedokończona symfonia Muzykujące strachy             | Kacper, przyjazny duch    | Boo Bop                        |
| 06             | Lunapark Festyn                                       | Modern Madcaps            | Animal Fair                    |
| 06             | Warzywny zieleń                                       | Famous Studios            | Vegetable Vaudeville           |
|                |                                                       |                           |                                |
| 07             | Kochany Tatuś Tata Hyzia                              | Mały Huey                 | Huey's Ducky Daddy             |
| 07             | Podwodny trybunał Sąd najgłębszy                      | Mała Audrey               | The Seapreme Court             |
| 07             | Szybko i Kudłaci Głodni i wściekli                    | Rybka                     | Feast and Furious              |
| 07             | Kacper w łodzie podwodnym                             | Kacper, przyjazny duch    | Casper's Spree Under the Sea   |
|                |                                                       |                           |                                |
| 08             | Herman z kartunistą Herman rysownikiem                | Herman i Makary           | Herman the Cartoonist          |
| 08             | Kacper gwiazda Honorowy duch                          | Kacper, przyjazny duch    | Ghost of Honor                 |
| 08             | Cios królika Królicza pięść                           | Tommy Tortoise i Moe Hare | Rabbit Punch                   |
| 08             | Ptasia muzyka                                         | Modern Madcaps            | Tweet Music                    |
|                |                                                       |                           |                                |
| 09             | Czarownica wendy A to wiedźmy                         | Kacper, przyjazny duch    | Which is Witch                 |
| 09             | Kto popełnił zbrodnię Mary kanarek                    | Mała Audrey               | Case of the Cockeyed Canary    |
| 09             | Perry Popgun                                          | Modern Madcaps            | Perry Popgun                   |
| 09             |                                                       | Tommy Tortoise i Moe Hare | Sleuth But Sure                |
|                |                                                       |                           |                                |
| 10             | Mysz spotyka jego Boże Narodzenie                     | Herman i Makary           | Mice Meeting You               |
| 10             | Prawdziwy strach Wielki strach                        | Kacper, przyjazny duch    | True Boo                       |
| 10             | Skakanie według zabawki Moc potarków                  | Mały Huey                 | Jumping with Toy               |
| 10             | Lody                                                  | Kacper, przyjazny duch    | Ice Scream                     |
|                |                                                       |                           |                                |
| 11             | Strach na siodle                                      | Kacper, przyjazny duch    | Boos and Saddles               |
| 11             | Kowboj Huey Zaprzyjaźnij się z kaczuczką              | Mały Huey                 | Git Along Little Ducky         |
| 11             | Spadające gwiazdy                                     | Modern Madcaps            | Shootin' Stars                 |
| 11             | Kot Carson znowu w akcji                              | Herman i Makary           | Cat Carson Rides Again         |
|                |                                                       |                           |                                |
| 12             | Kumpel Kacpra Kacper nisko się kłania                 | Kacper, przyjazny duch    | Casper Takes a Bow-Wow         |
| 12             | Podaj piłkę Psu na budę                               | Mała Audrey               | Dawg Gone                      |
| 12             | Fido Beta Kappa                                       | Martin Kanine             | Fido Beta Kappa                |
| 12             | Polowanie na lisa                                     | Pies Herbert              | By Leaps and Hound             |
|                |                                                       |                           |                                |
| 13             | Kot aktor Na gorącym uczynku                          | Herman i Makary           | Cat in the Act                 |
| 13             | Duch pisarz Niewidzialni pisarze                      | Kacper, przyjazny duch    | Ghost Writers                  |
| 13             | Bąkowy kot Kot na topie                               | Modern Madcaps            | Top Cat                        |
| 13             |                                                       | Mały Huey                 | Starting from Scratch          |
|                |                                                       |                           |                                |
| SERIA DRUGA    |                                                       |                           |                                |
|                |                                                       |                           |                                |
| 14             | Kaczka piracka Złapać kaczkę                          | Mały Huey                 | Swab the Duck                  |
| 14             | Duck najgłebszy Nawiedzone głębiny                    | Kacper, przyjazny duch    | Deep Boo Sea                   |
| 14             | Ahoj, kotku Na pokład                                 | Herman i Makary           | Ship-a-Hooey                   |
| 14             |                                                       | Famous Studios            | Drippy Mississippi             |
|                |                                                       |                           |                                |
| 15             | Kto szybciej strzela Łuki i strzały                   | Kacper, przyjazny duch    | Boos and Arrows                |
| 15             | Huey i jego tata Tatuś Hyzia                          | Mały Huey                 | Huey's Ducky Daddy             |
| 15             | Kraina zagubionych zegarów Kraina zaginionych zegarów | Modern Madcaps            | Land of the Lost Watches       |
| 15             | Uderzająca ryba Na ryby                               | Mała Audrey               | Fishing Tackler                |
|                |                                                       |                           |                                |
| 16             | Uwaga myszy się bawią Myszy i koty                    | Herman i Makary           | Of Mice and Menace             |
| 16             | Duch w mieście Duch miasta                            | Kacper, przyjazny duch    | Ghost of the Town              |
| 16             | Telemaniak Fan telewizji                              | Modern Madcaps            | TV Fuddlehead                  |
| 16             | Prawo i Audrey                                        | Mała Audrey               | Law and Audrey                 |
|                |                                                       |                           |                                |
| 17             | Dieta albo życie Duch na diecie                       | Kacper, przyjazny duch    | Do or Diet                     |
| 17             | Dalecy krewni Rodacy                                  | Herman i Makary           | You Said a Mouseful            |
| 17             | Głos indyka                                           | Modern Madcaps            | The Voice of the Turkey        |
| 17             | Histeryczna historia                                  | Modern Madcaps            | Hysterical History             |
|                |                                                       |                           |                                |
| 18             | Herminator                                            | Herman i Makary           | Mice-Capades                   |
| 18             | Bój się złego                                         | Kacper, przyjazny duch    | Fright from Wrong              |
| 18             | Miasto świrów                                         | Noveltoons                | Crazytown                      |
| 18             |                                                       | Noveltoons                | Houndabout                     |
|                |                                                       |                           |                                |
| 19             | Szczęśliwy rycerz Zabawny rycerz                      | Herman i Makary           | One Funny Knight               |
| 19             | Czerwone, białe i duch Czerwony, biały, strachy       | Kacper, przyjazny duch    | Red, White, and Boo            |
| 19             | Głupia nauka Śmieszne wynalazki                       | Modern Madcaps            | Silly Science                  |
| 19             | Zakręcone dinozaury                                   | Modern Madcaps            | Dizzy Dinosaurs                |
|                |                                                       |                           |                                |
| 20             | Strachy dla zwierząt Duch dobry dla zwierząt          | Kacper, przyjazny duch    | Boo Kind to Animals            |
| 20             | Nudne pływanie Nudy na plaży                          | Mała Audrey               | Surf Bored                     |
| 20             | Osiołek W porządku, osiołku                           | Osiołek Spunky            | Okey Dokey Donkey              |
| 20             | Festyn                                                | Famous studios            | Fun at the Fair                |
|                |                                                       |                           |                                |
| 21             | Robin Rodenthood Mysi Robin Hood                      | Herman i Makary           | Robin Rodenthood               |
| 21             | Klatka strachu                                        | Kacper, przyjazny duch    | Cage Fright                    |
| 21             | Bopin' Hood                                           | Modern Madcaps            | Bopin' Hood                    |
| 21             | Audrey i lew                                          | Mała Audrey               | Hold the Lion Please           |
|                |                                                       |                           |                                |
| 22             | Zwierzęcy pupil Trudny uczeń                          | Mały Huey                 | Pest Pupil                     |
| 22             | Szkoła strachu Strachy na lachy                       | Kacper, przyjazny duch    | Hooky Spooky                   |
| 22             | Kozmo idzie do szkoły Kto idzie do szkoły?            | Modern Madcaps            | Kozmo Goes to School           |
| 22             | Uderzająca ryba Na ryby                               | Mała Audrey               | Fishing Tackler                |
|                |                                                       |                           |                                |
| 23             | Ptasi módżek                                          | Mały Huey                 | One Quack Mind                 |
| 23             | Dziecistwo                                            | Kacper, przyjazny duch    | Heir Restorer                  |
| 23             | Pies ze smyszą Polowanie                              | Pies Herbert              | By Leaps and Hounds            |
| 23             | Pływanie i dźwięk                                     | Herman i Makary           | Surf and Sound                 |
|                |                                                       |                           |                                |
| 24             | Duch zwycięstcą Zwycięstca                            | Kacper, przyjazny duch    | Boo Ribbon Winner              |
| 24             | Prawo i Audrey Twarde prawo                           | Mała Audrey               | Law and Audrey                 |
| 24             | Przylątek Kidnaveral Przylątek Canaveral              | Modern Madcaps            | Cape Kidnaveral                |
| 24             | Karmelowy kabaret                                     | Famous studios            | Candy Cabaret                  |
|                |                                                       |                           |                                |
| 25             | Strachy na lachy Niesporny struś                      | Kacper, przyjazny duch    | Good Scream Fun                |
| 25             | Myszzeum                                              | Herman i Makary           | Mouseum                        |
| 25             | Mój pierzasty przyjaciel                              | Modern Madcaps            | Fine Feathered Friend          |
| 25             | Fantastyczne drzewo                                   | Noveltoons                | Forest Fantasy                 |
|                |                                                       |                           |                                |
| 26             | Klaun na farmie                                       | Mały Huey                 | Clown on the Farm              |
| 26             | Zabawa chowanego Krzycz kto może                      | Kacper, przyjazny duch    | Hide and Shriek                |
| 26             | Politycy popcornu Mały prezydent                      | Modern Madcaps            | Popcorn Politics               |
| 26             |                                                       | Kartunes                  | Snooze Reel                    |
|                |                                                       |                           |                                |
| SERIA TRZECIA  |                                                       |                           |                                |
|                |                                                       |                           |                                |
| 27             | Owczy duch Bajkowe strachy                            | Kacper, przyjazny duch    | Little Boo Peep                |
| 27             | Uderzająca ryba Na ryby                               | Mała Audrey               | Fishing Tackler                |
| 27             | Chodzące buty Podkuj konia                            | Modern Madcaps            | The Shoe Must Go On            |
| 27             | Kawały i bagaże                                       | Famous studios            | Gag and Baggage                |
|                |                                                       |                           |                                |
| 28             | Mieć bicepsy Zbudowany biceps                         | Herman i Makary           | A Bicep Built for Two          |
| 28             | Północny kumpel Kumpel z północy                      | Kacper, przyjazny duch    | North Pal                      |
| 28             | Dzieciak z Marsa                                      | Modern Madcaps            | The Kid from Mars              |
| 28             | Sąd najgłębszy                                        | Mała Audrey               | The Seapreme Court             |
|                |                                                       |                           |                                |
| 29             | Nabita jak mysz Mysz stawia                           | Herman i Makary           | Drinks on the Mouse            |
| 29             | Świskie zabawy Przerażone świnki                      | Kacper, przyjazny duch    | Pig-A-Boo                      |
| 29             | Nowe psy Pies na newsy                                | Pies Snapper              | News Hound                     |
| 29             | Uwaga, drzewo!                                        | Modern Madcaps            | Trick or Tree                  |
|                |                                                       |                           |                                |
| 30             | Dzień tatusia Dzień ojca                              | Mały Huey                 | Huey's Father's Day            |
| 30             | A-ku-ku                                               | Kacper, przyjazny duch    | Peek-A-Boo                     |
| 30             | Ryk lwa                                               | Ludwig lew                | Lion in the Roar               |
| 30             | Wirujące talerze                                      | Mała Audrey               | Dizzy Dishes                   |
|                |                                                       |                           |                                |
| 31             | Pora spać Bezsenna noc                                | Herman i Makary           | Owly to Bed                    |
| 31             | Luliluli, mały duchu Kacper nianią                    | Kacper, przyjazny duch    | Boo-Hoo Baby                   |
| 31             | Skaczący Benny                                        | Modern Madcaps            | Bouncing Benny                 |
| 31             | Pies na wszystko                                      | Modern Madcaps            | Hound About That               |
|                |                                                       |                           |                                |
| 32             | Podniebni wrogowie Drapacze chmór                     | Herman i Makary           | Sky Scrappers                  |
| 32             | Młyn strachu W starym młynie                          | Kacper, przyjazny duch    | By the Old Mill Scream         |
| 32             | Poop idzie na łasicę Wrętna łasica                    | Łasica i pisklak          | Poop Goes the Weasel           |
| 32             | Zwierzęcy pupil                                       | Mały Huey                 | Pest Pupil                     |
|                |                                                       |                           |                                |
| 33             | Wykluty z jaja                                        | Mały Huey                 | Starting from Scratch          |
| 33             | Genialny Kacper Kacper dżinem                         | Kacper, przyjazny duch    | Casper Genie                   |
| 33             | Prosto w kij                                          | Modern Madcaps            | Right off the Bat              |
| 33             | Telewizor czy nie telewizor                           | Noveltoons                | TV or Not TV                   |
|                |                                                       |                           |                                |
| 34             | Od złego do gorzej                                    | Herman i Makary           | From Mad to Worse              |
| 34             | Rób to co robisz                                      | Kacper, przyjazny duch    | Doing What's Fright            |
| 34             | Kłopotliwy bocian                                     | Modern Madcaps            | Stork Raving Mad               |
| 34             | Mały ptasi módżek                                     | Mały Huey                 | One Quack Mind                 |
|                |                                                       |                           |                                |
| 35             | Schowany pod dziobem Kto uszukuje w chowanego?        | Herman i Makary           | Hide and Peak                  |
| 35             | Lody Blady krzyk                                      | Kacper, przyjazny duch    | Ice Scream                     |
| 35             | Olejny ptak Ranny ptaszek                             | Modern Madcaps            | Oily Bird                      |
| 35             | Huey skaut                                            | Mały Huey                 | Scout Fellow                   |
|                |                                                       |                           |                                |
| 36             | Wesołe strachy Powrót na Ziemię                       | Kacper, przyjazny duch    | Down to Mirth                  |
| 36             | Żółwiowa szufelka Żółw sabotażysta                    | Tommy Tortoise i Moe Hare | Turtle Scoop                   |
| 36             | Natrętny gość Wywiad z gwiazdą                        | Modern Madcaps            | The Inquist Visit              |
| 36             | Na gorącym uczynku                                    | Herman i Makary           | Cat in the Act                 |
|                |                                                       |                           |                                |
| 37             | Świstak chce się bawić Zabawa ze świstkiem            | Kacper, przyjazny duch    | Ground Hog Play                |
| 37             | Dobranoc, koteczku Aaaa, kotki dwa                    | Buzzy i Makary            | Sock-a Bye Kitty               |
| 37             | Sensowna rozmowa konia Gadający koń                   | Modern Madcaps            | Talking Horse Sense            |
| 37             | Aero-nauci                                            | Famous studios            | Aero-Nutics                    |
|                |                                                       |                           |                                |
| 38             | Głowa do góry Uśmiech proszę                          | Kacper, przyjazny duch    | Keep Your Grin Up              |
| 38             | Złapać zająca Powoli do celu                          | Tommy Tortoise i Moe Hare | Sleuth But Sure                |
| 38             | Opos i perła Perełka Opos                             | Modern Madcaps            | Possum Pearl                   |
| 38             | Przebranie ma limit                                   | Modern Madcaps            | Disguise the Limit             |
|                |                                                       |                           |                                |
| 39             | Imbrezowy mądrala Zabawa na całego                    | Mały Huey                 | Party Smarty                   |
| 39             | Przyjęcie urodzinowe Kacpra Przyjęcie u Kacpra        | Kacper, przyjazny duch    | Casper's Birthday Party        |
| 39             | Mysia imbra Mysia muzyka                              | Modern Madcaps            | Miceniks                       |
| 39             | Silne termity                                         | Modern Madcaps            | Mighty Termite                 |
|                |                                                       |                           |                                |
| SERIA CZWARTA  |                                                       |                           |                                |
|                |                                                       |                           |                                |
| 40             | Bardzo nie straszne                                   | Kacper, przyjazny duch    | Not Ghoulty                    |
| 40             | O mały włos                                           | Buzzy i Makary            | Hair Today, Gone Tomorrow      |
| 40             | Galaxia                                               | Modern Madcaps            | Galaxia                        |
| 40             | Natrętne drzewo                                       | Modern Madcaps            | Trick or Tree                  |
|                |                                                       |                           |                                |
| 41             | Kacper i pigwin                                       | Kacper, przyjazny duch    | Penguin for Your Thoughts      |
| 41             | Kawały pana forsy                                     | Tommy Tortoise i Moe Hare | Mr. Money Gags                 |
| 41             | Elektronika                                           | Modern Madcaps            | Electronica                    |
| 41             | Przebranie ma limit                                   | Modern Madcaps            | Disguise the Limit             |
|                |                                                       |                           |                                |
| 42             | Okres strachu                                         | Kacper, przyjazny duch    | Spook and Span                 |
| 42             | Mysia parada                                          | Herman i Makary           | Mice Paradise                  |
| 42             | Kukuryku, Dino                                        | Modern Madcaps            | Cock-a-Doodle Dino             |
| 42             | Audrey kapturkiem                                     | Mała Audrey               | Little Audrey Riding Hood      |
|                |                                                       |                           |                                |
| 43             | Bohater do zera                                       | Kacper, przyjazny duch    | Zero to Hero                   |
| 43             | Zakatarzony kot                                       | Buzzy i Makary            | Cat-Choo                       |
| 43             | Pchła Finnegana                                       | Modern Madcaps            | Finnegan's Flea                |
| 43             | Nie ma jak w Rzymie                                   | Modern Madcaps            | No Place Like Rome             |
|                |                                                       |                           |                                |
| 44             | Miejska kotka                                         | Herman i Makary           | City Kitty                     |
| 44             | Afrykańskie strachy                                   | Kacper, przyjazny duch    | Spooking Africa                |
| 44             | Podróż                                                | Noveltoons                | Travelaffs                     |
| 44             | Nie ma czasu na wszystko                              | Modern Madcaps            | Without Time or Reason         |
|                |                                                       |                           |                                |
| 45             | Myszy kolejowe                                        | Herman i Makary           | Northwest Mousie               |
| 45             | Kacper Holendrem                                      | Kacper, przyjazny duch    | Dutch Treat                    |
| 45             | Sklep ze zabawkami                                    | Modern Madcaps            | Fit to Be Toyed                |
| 45             | Nie ma jak w Rzymie                                   | Famous Studios            | No Place Like Rome             |
|                |                                                       |                           |                                |
| 46             | Duch bop                                              | Kacper, przyjazny duch    | Boo Bop                        |
| 46             | Lepsza przynęta w garści niż nic                      | Buzzy i Makary            | Better Bait Than Never         |
| 46             | Pies na wszystko                                      | Modern Madcaps            | Houndabout                     |
| 46             | Telewizor czy nie telewizor                           | Modern Madcaps            | TV or Not TV                   |
|                |                                                       |                           |                                |
| 47             | Kolejowe gryzonie                                     | Herman i Makary           | Rail Rodents                   |
| 47             | Strachy na nie                                        | Kacper, przyjazny duch    | Spook No Evil                  |
| 47             | Mike Masqueraderem                                    | Modern Madcaps            | Mike the Masquerader           |
| 47             | Dzień tatusia                                         | Mały Huey                 | Huey's Father's Day            |
|                |                                                       |                           |                                |
| 48             | Myszy i magia                                         | Herman i Makary           | Of Mice and Magic              |
| 48             | Duch w butach                                         | Kacper, przyjazny duch    | Puss 'N' Boos                  |
| 48             | Cudowna Suburbia                                      | Modern Madcaps            | Funderful Suburbia             |
| 48             | Wróg zawsze ma rację                                  | Modern Madcaps            | The Boss is Always Right       |
|                |                                                       |                           |                                |
| 49             | Duch z honorem                                        | Kacper, przyjazny duch    | Ghost of Honor                 |
| 49             | Okropny ząb                                           | Buzzy i Makary            | The Awful Tooth                |
| 49             | Myszowata planeta                                     | Modern Madcaps            | Planet Mouseola                |
| 49             |                                                       | Modern Madcaps            | Off We Glow                    |
|                |                                                       |                           |                                |
| 50             | Pływanie i dźwięk                                     | Herman i Makary           | Surf and Sound                 |
| 50             | Mały skunks                                           | Kacper, przyjazny duch    | Spunky Skunky                  |
| 50             | Wąsiasty upiór                                        | Modern Madcaps            | The Phantom Moustacher         |
| 50             | Kawały pana forsy                                     | Tommy Tortoise i Moe Hare | Mr. Money Gags                 |
|                |                                                       |                           |                                |
| 51             | Duch w mieście                                        | Kacper, przyjazny duch    | Ghost of the Town              |
| 51             | Kłamliwy kruk                                         | Buzzy i Makary            | As the Crow Lies               |
| 51             | Biznes lwów                                           | Modern Madcaps            | The Lion's Busy                |
| 51             |                                                       | Modern Madcaps            | Hi-Fi Jinx                     |
|                |                                                       |                           |                                |
| 52             | Kacper, przyjazny duch                                | Kacper, przyjazny duch    | Casper the Friendly Ghost      |
| 52             | Mysie prace                                           | Herman i Makary           | Will Do Mousework              |
| 52             | Jak myszy z kotem                                     | Modern Madcaps            | Be Mice to Cats                |
| 52             | Olejny ptak                                           | Modern Madcaps            | The Oily Bird                  |
|                |                                                       |                           |                                |
| SERIA PIĄTA    |                                                       |                           |                                |
|                |                                                       |                           |                                |
| 53             | Straszny piątek trzynastego                           | Kacper, przyjazny duch    | Fright-day the 13th            |
| 53             | Straszny kot                                          | Herman i Makary           | Frighty Cat                    |
| 53             | Straczne duchy                                        | Modern Madcaps            | Spooking of Ghosts             |
| 53             | Poop idzie na łasicę                                  | Łasica i pisklak          | Poop Goes the Weasel           |
|                |                                                       |                           |                                |
| 54             | Duch czy nie duch                                     | Kacper, przyjazny duch    | To Boo or Not To Boo           |
| 54             | Monsieur Herman                                       | Herman i Makary           | Mousieur Herman                |
| 54             | Dobry i winny                                         | Modern Madcaps            | Good and Guilty                |
| 54             |                                                       | Famous studios            | Miners 49ers                   |
|                |                                                       |                           |                                |
| 55             | Kot Carsor znowu w akcji                              | Herman i Makary           | Cat Carson Rides Again         |
| 55             | Strachy na siodle                                     | Kacper, przyjazny duch    | Boos and Saddles               |
| 55             | Laska i stolność                                      | Modern Madcaps            | Cane and Able                  |
| 55             | Audrey kapturkiem                                     | Mała Audrey               | Little Audrey Riding Hood      |
|                |                                                       |                           |                                |
| 56             |                                                       | Kacper, przyjazny duch    | Line of Scream-age             |
| 56             |                                                       | Tommy Tortoise i Moe Hare | Winner by a Hare               |
| 56             |                                                       | Modern Madcaps            | Sportickles                    |
| 56             | Robin Rodenthood                                      | Herman i Makary           | Robin Rodenthood               |
|                |                                                       |                           |                                |
| 57             | Duch w butach                                         | Kacper, przyjazny duch    | Puss 'N' Boos                  |
| 57             |                                                       | Herman i Makary           | Felineous Assault              |
| 57             | Kocia piosenka                                        | Modern Madcaps            | Kitty Kornered                 |
| 57             | Kowboj Huey                                           | Mały Huey                 | Git Along Little Ducky         |
|                |                                                       |                           |                                |
| 58             | Kukuryku na batylu                                    | Mały Huey                 | Quack-a-Doodle Doo             |
| 58             | Czerwony, biały i duch                                | Kacper, przyjazny duch    | Red, White and Boo             |
| 58             | Wdzięczny Gus                                         | Modern Madcaps            | Grateful Gus                   |
| 58             | Myszy i magia                                         | Herman i Makary           | Of Mice and Magic              |
|                |                                                       |                           |                                |
| 59             |                                                       | Herman i Makary           | Fun or Furlough                |
| 59             | Księżycowy duch                                       | Kacper, przyjazny duch    | Boo Moon                       |
| 59             |                                                       | Modern Madcaps            | L'Amour the Merrier            |
| 59             | Od grosza do grosza                                   | Modern Madcaps            | From Dime to Dime              |
|                |                                                       |                           |                                |
| 60             | Wielki dzień Makarego                                 | Herman i Makary           | Katnip's Big Day               |
| 60             | Kto jest kim?                                         | Kacper, przyjazny duch    | Which is Witch                 |
| 60             | Sir Irving i Jesse                                    | Modern Madcaps            | Sir Irving and Jesse           |
| 60             | Świeże jajka                                          | Modern Madcaps            | Fresh Yeggs                    |
|                |                                                       |                           |                                |
| 61             | Rób to co robisz                                      | Kacper, przyjazny duch    | Doing What's Fright            |
| 61             | Audrey zaklinaczem deszczu                            | Mała Audrey               | Audrey the Rainmaker           |
| 61             | Parada maluchów                                       | Modern Madcaps            | La Petite Parade               |
| 61             | Świeże jajka                                          | Modern Madcaps            | Fresh Yeggs                    |
|                |                                                       |                           |                                |
| 62             | Kacper nianią                                         | Kacper, przyjazny duch    | Boo-Hoo Baby                   |
| 62             | Herman kartunista                                     | Herman i Makary           | Herman the Cartoonist          |
| 62             | Kłopoty z randką                                      | Modern Madcaps            | Trouble Date                   |
| 62             | Wróg zawsze ma rację                                  | Modern Madcaps            | The Boss is Always Right       |
|                |                                                       |                           |                                |
| 63             | Kacper dżinem                                         | Kacper, przyjazny duch    | Casper Genie                   |
| 63             | Dobry Gremlin                                         | Modern Madcaps            | Goodie the Gremlin             |
| 63             | Małpie bazgroły                                       | Modern Madcaps            | Monkey Doodles                 |
| 63             | Kontratak                                             | Modern Madcaps            | Counter Attack                 |
|                |                                                       |                           |                                |
| 64             | Latanie nie na zawołanie                              | Kacper, przyjazny duch    | Fright from Wrong              |
| 64             | Nudne pływanie                                        | Mała Audrey               | Surf Bored                     |
| 64             | Odlotowy blues kota                                   | Modern Madcaps            | Cool Cat Blues                 |
| 64             | Biznes przyjaźni                                      | Modern Madcaps            | Busy Buddies                   |
|                |                                                       |                           |                                |
| 65             | Kacper Holendrem                                      | Kacper, przyjazny duch    | Dutch Treat                    |
| 65             | Kaczka piracka                                        | Mały Huey                 | Swab the Duck                  |
| 65             |                                                       | Modern Madcaps            | Fiddle Faddle                  |
| 65             |                                                       | Modern Madcaps            | Miners 49ers                   |
|                |                                                       |                           |                                |
| SERIA SZÓSTA   |                                                       |                           |                                |
|                |                                                       |                           |                                |
| 66             | Wizyta w Marsie                                       | Kacper, przyjazny duch    | A Visit from Mars              |
| 66             |                                                       | Kacper, przyjazny duch    | Hide and Shriek                |
| 66             | Abner bejsbolista                                     | Modern Madcaps            | Abner the Baseball             |
|                |                                                       |                           |                                |
| 67             |                                                       | Kacper, przyjazny duch    | The Absent-Minded Robot        |
| 67             |                                                       | Richie Rich               | Bugged Out                     |
| 67             | Magiczna zapałka                                      | Kacper, przyjazny duch    | The Magic Touch                |
| 67             |                                                       | Modern Madcaps            | Crumley Cogswell               |
|                |                                                       |                           |                                |
| 68             |                                                       | Kacper, przyjazny duch    | Bedtime Troubles               |
| 68             |                                                       | Richie Rich               | Back in the Saddle             |
| 68             |                                                       | Kacper, przyjazny duch    | Mother Goose Land              |
| 68             |                                                       | Modern Madcaps            | Giddy Gadget                   |
|                |                                                       |                           |                                |
| 69             | Nudny bilioner                                        | Kacper, przyjazny duch    | Bored Billionare               |
| 69             |                                                       | Richie Rich               | Girls Only                     |
| 69             | Kłopoty profesora                                     | Kacper, przyjazny duch    | Professor's Problem            |
|                |                                                       |                           |                                |
| 70             |                                                       | Kacper, przyjazny duch    | City Snickers                  |
| 70             | Złapany pies                                          | Richie Rich               | Dognapped                      |
| 70             |                                                       | Kacper, przyjazny duch    | Red Robbing Hood               |
| 70             | Czas Fiesty                                           | Famous studios            | Fiesta Time                    |
|                |                                                       |                           |                                |
| 71             | Duch skaut                                            | Kacper, przyjazny duch    | Boo Scout                      |
| 71             | Miasto szczęścia                                      | Modern Madcaps            | Crazytown                      |
| 71             |                                                       | Kacper, przyjazny duch    | Small Spooks                   |
| 71             |                                                       | Modern Madcaps            | Peck Your Own Home             |
|                |                                                       |                           |                                |
| 72             |                                                       | Kacper, przyjazny duch    | The Enchanted Horse            |
| 72             |                                                       | Richie Rich               | Invasion of the Cadbury Robots |
| 72             |                                                       | Kacper, przyjazny duch    | Super Spooks                   |
|                |                                                       |                           |                                |
| 73             |                                                       | Kacper, przyjazny duch    | The Enchanted Prince           |
| 73             | Rich i czekoladki                                     | Richie Rich               | Rich and Chocolatey            |
| 73             |                                                       | Kacper, przyjazny duch    | Timid Knight                   |
| 73             |                                                       | Modern Madcaps            | Slip Us Some Redskin           |
|                |                                                       |                           |                                |
| 74             |                                                       | Kacper, przyjazny duch    | Greedy Giants                  |
| 74             | Dobry wyścig Richiego                                 | Richie Rich               | Richie's Great Race            |
| 74             | Kłopoty z bliźniakami                                 | Kacper, przyjazny duch    | Twin Trouble                   |
| 74             |                                                       | Modern Madcaps            | Terry the Terror               |
|                |                                                       |                           |                                |
| 75             |                                                       | Kacper, przyjazny duch    | Growing Up                     |
| 75             |                                                       | Richie Rich               | One of a Kind                  |
| 75             |                                                       | Kacper, przyjazny duch    | Wandering Ghosts               |
| 75             |                                                       | Modern Madcaps            | Trigger Treat                  |
|                |                                                       |                           |                                |
| 76             |                                                       | Kacper, przyjazny duch    | True Boo                       |
| 76             |                                                       | Richie Rich               | Roughin' It                    |
| 76             |                                                       | Kacper, przyjazny duch    | Weather or Not                 |
| 76             |                                                       | Modern Madcaps            | Dizzy Dinosaurs                |
|                |                                                       |                           |                                |
| 77             | Królowie z Krainy Zabawek                             | Kacper, przyjazny duch    | Kings of Toyland               |
| 77             | Cyrk Richiego                                         | Richie Rich               | Richie's Circus                |
| 77             |                                                       | Kacper, przyjazny duch    | Wendy's Wish                   |
| 77             |                                                       | Modern Madcaps            | Fun at the Fair                |
|                |                                                       |                           |                                |
| 78             | Mały stracony duch                                    | Kacper, przyjazny duch    | Little Lost Ghost              |
| 78             |                                                       | Richie Rich               | The Love Potion                |
| 78             |                                                       | Richie Rich               | Mountain Climber               |
| 78             |                                                       | Richie Rich               | Nothing to Hiccup At           |
|                |                                                       |                           |                                |